# The Trey o' Hearts

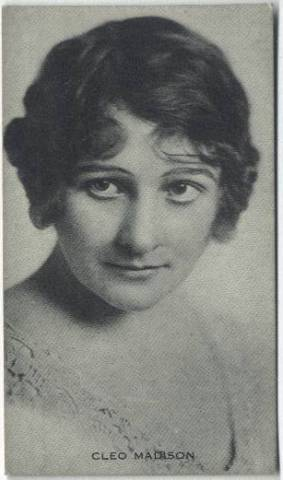
Cleo Madison, estrela do seriado.

The Trey o' Hearts é um seriado de 1914, gênero aventura, dirigido por Wilfred Lucas e Henry MacRae, sendo o segundo seriado produzido pela Universal Pictures. Baseado no romance homônimo de Louis Joseph Vance, esse seriado é considerado perdido, pois nenhuma cópia chegou aos nossos dias.

## Elenco
- Cleo Madison - Rose Trine / Judith Trine
- George Larkin - Alan Law
- Edward Sloman - Seneca Trine
- Tom Walsh - Barcus
- Roy Hanford - Marrophat
- Charles Brinley
- Doris Pawn
- George Backus

## Sinopse
Judith Trine, acompanhada de seu amargurado e mutilado pai, Seneca Trine, quer se vingar de Alan Law, que foi responsabilizado pelo sofrimento do pai. Judith tem uma irmã gêmea idêntica, a amável Rose, que ama Alan. Ao longo dos 15 capítulos, Judith também se apaixona por Alan, mas, acredita ser tarde demais. No casamento de Alan e Rose há uma grande mudança. Um relâmpago atinge a capela, a boa-irmã Rose morre, e o noivo fica inconsciente. Quando ele volta a si, pensa que está sendo amparado por sua esposa Rose, e Judith prefere não lhe contar a verdade, tomando o lugar da irmã.

## Capítulos
1. Flower o’ Flames (lançado em 4 de agosto de 1914)
2. White Water (11 de agosto)
3. The Sea Venture (18 de agosto)
4. Dead Reckoning (25 de agosto)
5. The Sunset Tide (1 de setembro)
6. The Crack o’ Doom (8 de setembro)
7. The Stalemate (15 de setembro)
8. The Mock Rose (22 de setembro)
9. As the Crow Flies (29 de setembro)
10. Steel Ribbons (6 de outubro)
11. The Painted Hills (13 de outubro)
12. The Mirage (20 de outubro)
13. The Jaws of Death (27 de outubro)
14. The First Law (3 de novembro)
15. The Last Trump (10 de novembro)

## Livro
Embora perdido, esse seriado foi reconstruído em livro, usando o romance original e com algumas fotos de ação como parte da recriação do “Serial Squadron Lost Serial Photonovel”. Foi publicado em 15 de julho de 2005.

## Exibição no Brasil
Estreou no Brasil no Íris Theatre, em São Paulo, em 4 de outubro de 1915, sob o título Os Três Corações, veiculando até novembro do mesmo ano.